# Sultan Adil Mohamed
Sultan Adil Mohamed Abdalla Al Ameeri, meglio noto come Sultan Adil  (in arabo السلطان عادل محمد‎?; Kalba, 4 maggio 2004), è un calciatore emiratino, attaccante dell'Shabab Al-Ahli e della nazionale emiratina.

## Carriera

### Club
Nato nel 2004 nella città emiratina di Kalba, Sultan si forma calcisticamente nella squadra locale dell'Ittihad Kalba. Nel 2021 viene promosso in prima squadra, facendo il suo esordio fra i professionisti il 30 gennaio 2021 quando entra all'ottantaseiesimo minuto nella partita persa 2-0 contro lo Shabab Al-Ahli. Circa due mesi dopo il suo debutto Sultan realizza anche il suo primo goal nel massimo campionato emiratino, mettendo a segno il goal del definitivo 2-1 nella vittoria dell'Ittihad Kalba contro il Khor Fakkan.
Nell'estate 2023 viene acquistato dall'Shabab Al-Ahli, che però decide di lasciarlo in prestito all'Ittihad Kalba per la stagione 2023-2024.

### Nazionale
Dopo aver collezionato varie presenze nelle selezioni giovanili degli Emirati Arabi Uniti, Sultan ha fatto il suo debutto con la nazionale maggiore degli Emirati Arabi Uniti, il 24 marzo 2022, nella gara persa per 1-0 contro l'Iraq valevole per le qualificazioni al Mondiale 2022.
Il 17 dicembre 2023 nell'amichevole giocata contro la nazionale libanese, mette a segno il suo primo goal con la nazionale maggiore, realizzando la marcatura del definitivo 2-1 per gli Emirati Arabi Uniti.
Con la Nazionale maggiore  prende parte alla Coppa d'Asia 2023; dove realizza il primo goal per la sua nazione nella competizione, grazie al rigore che apre la partita contro Hong Kong, terminata poi 3-1.

## Statistiche

### Presenze e reti nei club
Statistiche aggiornate al 14 dicembre 2023.
| Stagione             | Squadra              | Campionato           | Campionato | Campionato | Coppe nazionali | Coppe nazionali | Coppe nazionali | Coppe continentali | Coppe continentali | Coppe continentali | Altre coppe | Altre coppe | Altre coppe | Totale | Totale |
| Stagione             | Squadra              | Comp                 | Pres       | Reti       | Comp            | Pres            | Reti            | Comp               | Pres               | Reti               | Comp        | Pres        | Reti        | Pres   | Reti   |
| -------------------- | -------------------- | -------------------- | ---------- | ---------- | --------------- | --------------- | --------------- | ------------------ | ------------------ | ------------------ | ----------- | ----------- | ----------- | ------ | ------ |
| 2020-2021            | Ittihad Kalba        | PL                   | 5          | 1          | CEAU+CdL        | 0+2             | 0+0             | -                  | -                  | -                  | -           | -           | -           | 7      | 1      |
| 2021-2022            | Ittihad Kalba        | PL                   | 15         | 2          | CEAU+CdL        | 2+3             | 0+1             | -                  | -                  | -                  | -           | -           | -           | 20     | 3      |
| 2022-2023            | Ittihad Kalba        | PL                   | 15         | 1          | CEAU+CdL        | 0+0             | 0+0             | -                  | -                  | -                  | -           | -           | -           | 15     | 1      |
| 2023-2024            | Ittihad Kalba        | PL                   | 20         | 0          | CEAU+CdL        | 0+3             | 0+0             | -                  | -                  | -                  | -           | -           | -           | 17     | 0      |
| Totale Ittihad Kalba | Totale Ittihad Kalba | Totale Ittihad Kalba | 55         | 4          |                 | 9               | 1               |                    | 0                  | 0                  |             | 0           | 0           | 52     | 5      |
| 2024-2025            | Shabab Al-Ahli       | PL                   | 2          | 1          | CEAU+CdL        | 0+1             | 0+0             | ACL2               | 0                  | 0                  | -           | -           | -           | 3      | 1      |
| Totale carriera      | Totale carriera      | Totale carriera      | 57         | 5          |                 | 10              | 1               |                    | 0                  | 0                  |             | 0           | 0           | 67     | 6      |

### Cronologia presenze e reti in nazionale
| Cronologia completa delle presenze e delle reti in nazionale ― Emirati Arabi Uniti | Cronologia completa delle presenze e delle reti in nazionale ― Emirati Arabi Uniti | Cronologia completa delle presenze e delle reti in nazionale ― Emirati Arabi Uniti | Cronologia completa delle presenze e delle reti in nazionale ― Emirati Arabi Uniti | Cronologia completa delle presenze e delle reti in nazionale ― Emirati Arabi Uniti | Cronologia completa delle presenze e delle reti in nazionale ― Emirati Arabi Uniti | Cronologia completa delle presenze e delle reti in nazionale ― Emirati Arabi Uniti | Cronologia completa delle presenze e delle reti in nazionale ― Emirati Arabi Uniti |
| Data                                                                               | Città                                                                              | In casa                                                                            | Risultato                                                                          | Ospiti                                                                             | Competizione                                                                       | Reti                                                                               | Note                                                                               |
| ---------------------------------------------------------------------------------- | ---------------------------------------------------------------------------------- | ---------------------------------------------------------------------------------- | ---------------------------------------------------------------------------------- | ---------------------------------------------------------------------------------- | ---------------------------------------------------------------------------------- | ---------------------------------------------------------------------------------- | ---------------------------------------------------------------------------------- |
| 24-3-2022                                                                          | Riad                                                                               | Iraq                                                                               | 1 – 0                                                                              | Emirati Arabi Uniti                                                                | Qual. Mondiali 2022                                                                | -                                                                                  | 86’                                                                                |
| 28-3-2023                                                                          | Abu Dhabi                                                                          | Emirati Arabi Uniti                                                                | 2 – 0                                                                              | Thailandia                                                                         | Amichevole                                                                         | -                                                                                  | 78’                                                                                |
| 12-10-2023                                                                         | Dubai                                                                              | Emirati Arabi Uniti                                                                | 1 – 0                                                                              | Kuwait                                                                             | Amichevole                                                                         | -                                                                                  | 59’                                                                                |
| 17-10-2023                                                                         | Dubai                                                                              | Emirati Arabi Uniti                                                                | 2 – 1                                                                              | Libano                                                                             | Amichevole                                                                         | 1                                                                                  | 62’                                                                                |
| 16-11-2023                                                                         | Dubai                                                                              | Emirati Arabi Uniti                                                                | 4 – 0                                                                              | Nepal                                                                              | Qual. Mondiali 2026                                                                | -                                                                                  | 68’                                                                                |
| 21-11-2023                                                                         | Riffa                                                                              | Bahrein                                                                            | 0 – 2                                                                              | Emirati Arabi Uniti                                                                | Qual. Mondiali 2026                                                                | -                                                                                  | 78’                                                                                |
| 6-1-2024                                                                           | Abu Dhabi                                                                          | Emirati Arabi Uniti                                                                | 0 – 1                                                                              | Oman                                                                               | Amichevole                                                                         | -                                                                                  | 46’                                                                                |
| 14-1-2024                                                                          | Al Rayyan                                                                          | Emirati Arabi Uniti                                                                | 3 – 1                                                                              | Hong Kong                                                                          | Coppa d'Asia 2023 - 1º turno                                                       | 1                                                                                  |                                                                                    |
| 18-1-2024                                                                          | Al Wakrah                                                                          | Palestina                                                                          | 1 – 1                                                                              | Emirati Arabi Uniti                                                                | Coppa d'Asia 2023 - 1º turno                                                       | 1                                                                                  | 16’                                                                                |
| 21-3-2024                                                                          | Dubai                                                                              | Emirati Arabi Uniti                                                                | 2 – 1                                                                              | Yemen                                                                              | Qual. Mondiali 2026                                                                | 1                                                                                  |                                                                                    |
| 26-3-2024                                                                          | Khobar                                                                             | Yemen                                                                              | 0 – 3                                                                              | Emirati Arabi Uniti                                                                | Qual. Mondiali 2026                                                                | 1                                                                                  | 62’ 64’                                                                            |
| Totale                                                                             |                                                                                    | Presenze                                                                           | 11                                                                                 |                                                                                    | Reti                                                                               | 5                                                                                  |                                                                                    |